# Jacques Brel
Jacques Romain Georges Brel ( pronúncia do nome em francês) (Schaerbeek, 8 de Abril de 1929 — Bobigny, 9 de Outubro de 1978) foi um autor de canções, compositor e cantor belga francófono. Esteve ainda ligado ao cinema de língua francesa. Tornou-se internacionalmente conhecido pela música Ne me quitte pas, interpretada e composta por ele.

## Vida

### Infância e juventude
Jacques Brel nasceu em 8 de Abril de 1929 no n.º 138 da avenue du Diamant em Schaerbeek, comuna de Bruxelas (Bélgica), de pai flamengo mas francófono e de mãe de sangue francês e italiano.
Ainda que em casa se falasse o francês, os Brel eram de ascendência flamenga, com uma parte da família originária de Zandvoorde, perto de Ieper. O pai de Brel era sócio de uma cartonaria e este estaria supostamente destinado a trabalhar na empresa da família.
A seguir à escola primária, onde entrou em 1935, frequentou o Colégio Saint-Louis, a partir de 1941. Aluno pouco brilhante, é neste colégio que Brel começa a mostrar interesse pelas artes: em 1944, aos 15 anos, colabora na criação do grupo de teatro, actua em várias peças, escreve três pequenas histórias e interpreta ao piano alguns improvisos para poemas que ele próprio escreveu.
Em 1946 adere a uma organização de solidariedade católica, a Franche Cordée, de ajuda aos doentes, pobres, órfãos e velhos. É aqui, e não no seu ambiente familiar ou escolar, que se inicia a sua formação cultural. Entre as actividades desta organização contava-se a realização de recitais onde Brel se iniciou nas apresentações públicas, acompanhando-se a si próprio ao violão. É aqui que conhece Thérèse Michielsen ("Miche") com quem se vem a casar em 1950.

### A carreira dos palcos
No início dos anos 50, não se entusiasmando pelo trabalho na fábrica de cartão do pai (dizia-se "encartonado" neste trabalho), continua a escrever canções, que vai mostrando aos amigos e cantando pelos bares de Bruxelas sempre que se proporciona.
A pequena mas sólida fama na sua terra natal proporciona-lhe a gravação em 1953, do primeiro single, um 78 rpm, contendo as canções "Il y a" e "La foire". Persistindo na ideia de fazer carreira com as suas canções, Brel deixa o emprego, a família, a sociedade burguesa de Bruxelas (que ele viria a retratar em "Les Bourgeois") e vai tentar a sorte na capital francesa, onde consegue ao fim de algum tempo ser ouvido pelo descobridor de talentos Jacques Canetti (irmão de Elias Canetti, o prémio Nobel da literatura de 1981). É apresentado no célebre cabaré parisiense Les Trois Baudets, do próprio Canneti, onde pouco tempo antes havia actuado, em grande estilo, Georges Brassens. Em 1959 é vedeta no Bobino em Paris e canta em Bruxelas no "L’Ancienne Belgique" com Charles Aznavour.
A segunda metade da década de 50 é passada num grande ritmo de espectáculos (chega a participar em 7 espectáculos numa única noite). Para além dos sucessos conseguidos no Olympia e no Bobino, em Paris, vai fazendo espectáculos por todo o mundo. Em 1954 é publicado o seu primeiro álbum "Jacques Brel et ses chansons". Torna-se notado por Juliette Gréco que grava uma das suas canções, "Le diable". Este encontro é marcante no futuro da carreira de Brel pois é então que se inicia uma frutuosa colaboração com Gérard Jouannest, pianista e acompanhante da cantora, e com o também pianista e orquestrador François Rauber. Em 1955 conhece Georges Pasquier ("Jojo"), percussionista no Trio Milson e de quem se torna amigo. O seu primeiro grande sucesso ocorre em 1956 com a música "Quand on a que l’amour". Em 1957 é laureado com o Grand Prix du Disque da Academia Charles Cros e a sua digressão faz grande sucesso pela França. Em 1958 Miche, a mulher, retorna a Bruxelas. Desde então ele e a família vivem vidas separadas.
Sob a influência do seu amigo "Jojo" e dos pianistas Gérard Jouannest (que o acompanhava em palco) e François Raubert (orquestrador e pianista de estúdio), o estilo de Brel foi mudando. A música tornou-se mais complexa e os temas mais diversificados. Um apurado sentido de observação, de ironia e de humor, associado à sua capacidade poética, permitiram-lhe criar temas que abordam, das mais diferentes maneiras, várias das realidades do dia a dia. Nele encontram-se canções cómicas como Les bonbons, Le lion ou Comment tuer l’amant de sa femme, mas também canções mais emotivas como Voir un ami pleurer, Fils de, Jojo. Os temas vão desde o amor com Je t’aime, Litanies pour un retour, Dulcinéa, até à sociedade com Les singes, Les bourgeois, Jaurès, passando por preocupações espirituais como em Le bon Dieu, Si c’était vrai, Fernand.
O ritmo de espectáculos anuais continua intenso, chegando a ultrapassar 365 num único ano Em 1966 anuncia que irá deixar de actuar em público como cantor. Seguem-se vários espectáculos de despedida nomeadamente em Paris (Olympia) e em Bruxelas (Palais des Beaux-Arts). Apesar da insistência dos seus amigos, Brel não muda de ideias e, em 16 de Maio de 1967 dá-se a sua última actuação ao vivo em Roubaix.

### A carreira no teatro e no cinema
O teatro torna-se a sua primeira experiência, com a adaptação da peça "L’homme de la manche". A personagem de Dom Quixote, que desempenhava, estava bem de acordo com o seu idealismo. A peça estreia em 1968 no Theatre Royal de la Monnaie, em Bruxelas e no mesmo ano no Theatre des Champs-Elysées em Paris, tendo ultrapassado as 150 representações. Entretanto volta-se para o cinema, participando durante os cinco anos seguintes como actor em mais de uma dezena de filmes e como realizador em dois deles Franz e Le Far West. Após este último filme, Brel diz um novo adeus ao espectáculo, desta vez muito mais radical: deixa Paris, a França, os seus próprios afectos.

### Vagueando pelo mundo
Os seus brevets aéreos e marítimos abrem-lhe a porta à possibilidade de vaguear pelo mundo por ar ou por mar. Voa pela Europa qual Saint-Exupéry (mito que o acompanhava desde há muito). Em 1974, após comprar um veleiro de 19 metros decide partir com Madly Bamy que tinha conhecido na rodagem do filme L'Aventure c'est l'aventure para uma volta ao mundo de 3 anos. Em Setembro, ao aportar nos Açores, toma conhecimento do falecimento do seu grande amigo Jojo a quem vem a dedicar uma canção. Em Outubro é-lhe detectado um pequeno tumor no pulmão e no mês seguinte é efectuada a ablação do lobo pulmonar superior esquerdo. Em Dezembro, após um pequeno repouso, desloca-se ao local onde está o seu veleiro e decide prosseguir a sua viagem. Em Novembro de 1975 chega à baía de Atuona, na ilha Hiva’Oa no arquipélago das Ilhas Marquesas, Polinésia Francesa.
Em 2016 recebeu homenagem do escritor inglês Albert Sobral no poema “To Brel and Bel”, mostrando as semelhanças entre Jacques Brel e o brasileiro Belchior em suas reclusões, vagueando pelo mundo “they roamed, my dear / without airplane fear”.

#### As ilhas Marquesas
Naquelas ilhas isoladas Brel não procura o isolamento mas antes o contacto com uma realidade totalmente desconhecida, e sob certos aspectos ainda não contaminada pela "civilização". Em 1976 aluga uma pequena casa em Hiva Oa, vende o veleiro e decide adquirir um pequeno avião bimotor. Ajuda a combater o isolamento das ilhas mais remotas do arquipélago, disponibilizando o seu avião para transporte de correio ou de pessoas.

#### Os últimos anos
Em 1977 desloca-se a Paris, onde grava discretamente em estúdio doze canções das 17 que havia escrito, e que virão a integrar o seu último álbum, esperado há mais de 10 anos, e chamado, simplesmente, "Brel". Gravado nas difíceis condições físicas e psicológicas de Brel que se podem antever, torna-se perturbador ler as últimas palavras da sua canção “Les Marquises”: "Veux-tu que je te dise / Gémir n'est pas de mise / Aux Marquises"(trad:"Se queres que te diga/Gemer não é opção/Nas Marquesas"). O disco teve um sucesso imediato: apesar de Brel ter pedido que não houvesse publicidade, mais de um milhão de exemplares estavam reservados antes da edição e setecentos mil foram adquiridos logo no primeiro dia da sua venda ao público. Alheio a esse sucesso volta à ilha pela penúltima vez. Em 1978 a saúde começa-se a degradar e retorna a Paris em Julho para novos tratamentos. Em Outubro é internado no Hospital com uma embolia pulmonar, vindo a falecer com 49 anos, às 4 e 10 da madrugada do dia 9 de Outubro de 1978. O regresso a Hiva Oa, dá-se uma última vez: Jacques Brel é sepultado no cemitério local.

## Obra

### Discografia
Teve contratos com as editora Philips de 1954 a 1962, altura em assinou pela Barclay um contrato que viria a ser renovado em 1971 por 33 anos (até 2004), não fosse o prematuro falecimento do cantor em 1978.
Segue-se a referência à data da edição de algumas das suas canções podendo ser encontrada uma listagem exaustiva da discografia de Jacques Brel em  ou .

#### Em lingua francesa
- 1953: Primeiro single gravado em Bruxelas : La Foire / Il y a
- 1954: La haine - Grand Jacques - Il pleut - Le diable - Il nous faut regarder - C'est comme ça - Il peut pleuvoir - Le fou du roi - Sur la place - S'il te faut - La Bastille - Prière païenne - L'air de la bêtise - Qu'avons-nous fait bonnes gens ? - Pardons - Saint-Pierre - Les pieds dans le ruisseau - Quand on n'a que l'amour - J'en appelle - La bourrée du célibataire - Heureux - Les blés - Demain l'on se marie
- 1957: Quand on n'a que l'amour - Qu'avons-nous fait bonnes gens - Les pieds dans le ruisseau - Pardons - La bourrée du célibataire/L'air de la bêtise - Saint-Pierre - J'en appelle - Heureux - Les blés
- 1958: Demain l'on se marie - Au printemps - Je ne sais pas - Le colonel - Dors ma mie/La lumière jaillira - Dites, si c'était vrai - L'Homme dans la cité - Litanies pour un retour - Voici
- 1958: Disco para a revista Marie-Claire : Je prendrai - La nativité selon Saint-Luc
- 1959: La valse à mille temps - Seul - La dame patronnesse - Je t'aime - Ne me quitte pas/ Les Flamandes - Isabelle - La mort - La tendresse - La colombe
- 1961: Marieke - Le moribond - Vivre debout - On n'oublie rien - Clara/ Le prochain amour - L'ivrogne - Les prénoms de Paris - Les singes
- 1962: Olympia 1961: Introduction - Les biches - Les bourgeois - Les Flamandes - L'ivrogne - Madeleine - Marieke - Le moribond/Ne me quitte pas - Les paumés du petit matin - Les prénoms de Paris - Quand on n'a que l'amour- Les singes - La statue - La valse à mille temps - Zangra.
- 1962: Les bourgeois - Les paumes du petit matin - La statue - L'aventure/Madeleine - Les biches - Zangra - Voir
- 1962: Les bourgeois - Les paumés du petit matin - Le plat pays - Zangra - Une île - Madeleine/Bruxelles - Chanson sans paroles - Les biches -Casse Pompon - La statue - Rosa(a primeira edição do novo contrato com a Barclay)
- 1963: Les bigotes - Les vieux - Les fenêtres - Les toros/La Fanette - Les filles et les chiens - J'aimais - La parlote
- 1964: Mathilde - Tango funèbre - Les bergers - Titine/Jef - Les bonbons - Le dernier repas - Au suivant
- 1964: Olympia 1964ː Amsterdam - Les vieux - Tango funèbre - Le plat pays/Les timides - Les jardins du casino - Le dernier repas - Les toros
- 1965: Ces gens-là - Jacky - L'âge idiot/Fernand - Grand-mère - Les désespéres
- 1966: Ces gens-là - Jef - Jacky - Les bergers - Le tango funèbre/Fernand, Mathilde - L'âge idiot - Grand'mère - Les désespérés
- 1967: Mon enfance - Le cheval - Mon père disait - La,la,la - Les coeurs tendres/Fils de… - Les bonbons 67 - La chanson des vieux amants - A jeun - Le gaz
- 1968: J'arrive - Vesoul - L'Ostendaise Je suis un soir d'été/Regarde bien petit - Comment tuer l'amant… - L'eclusier - Un enfant - La bière
- 1968: L'Homme de la Mancha
- 1969: L'histoire de Babar/Pierre et le Loup
- 1977: Jaurès - La ville s'endormait - Vieillir - Le Bon Dieu - Les F…-Orly/Les remparts de Varsovie - Voir un ami pleurer - Knokke-le-Zoute tango - Jojo - Le lion - Les Marquises

Em 23 de Setembro de 2003 foi publicado um conjunto de 16 CDs Boîte à Bonbons, o mais completo repositório da música de Brel e que inclui o álbum Chansons ou Versions Inédites de Jeunesse editado pela primeira vez nessa altura.

#### Em neerlandês
Oriundo de Bruxelas, Brel dizia-se um cantor flamengo de língua francesa. Tal não obstou a que gravasse algumas canções em neerlandês traduzidas por Ernst van Altena:
- 1959: Laat me niet alleen (Ne me quitte pas)
- 1961: Marieke - De apen (Les singes) - Men vergeet niets (On n'oublie rien)
- 1962: Mijn vlakke land (Le plat pays)
- 1965: Rosa - De burgerij (Les bourgeois) - De nuttelozen van de nacht (Les paumés du petit matin)
- 1967: Liefde van later (La chanson des vieux amants)
- 1977: Een vriend zien huilen (Voir un ami pleurer)

### Teatro
- 1968: L’homme de la manche

### Cinema

#### Como Realizador
- 1971: Franz
- 1973: Far West

#### Como actor
- 1968: Les Risques du métier de André Cayatte
- 1968: La Bande à Bonnot de Philippe Fourastié
- 1969: Mon oncle Benjamin de Édouard Molinaro
- 1970: Mont-Dragon de Jean Valère
- 1971: Les Assassins de l'ordre de Marcel Carné
- 1971: Franz de Jacques Brel
- 1972: L'aventure c'est l'aventure de Claude Lelouch
- 1972: Le Bar de la Fourche de Alain Levent
- 1973: Far West de Jacques Brel
- 1973: L'Emmerdeur de Édouard Molinaro